# روش فمینیستی
روش فمینیستی (انگلیسی: Feminist method) برای انجام تحقیقات و تولید نظریه از دیدگاه فمینیستی به‌کار می‌رود. روش‌شناسی‌های فمینیستی متنوع هستند، و چند هدف یا ویژگی مشترک دارند؛ از جمله غلبه بر تعصبات در تحقیق، دستیالی به تغییرات اجتماعی، آشکار کردن تنوع انسانی و تصدیق موقعیت محقق. زیر سؤال بردن استدلال علمی عادی شکل دیگری از روش فمینیستی است.
هر روش باید شامل بخش‌های مختلفی باشد که شامل: جمع‌آوری شواهد، آزمایش نظریه‌ها، ارائه داده‌ها و فضایی برای ردّیه‌ها می‌شود. چگونگی پشتیبان‌گیری علمی تحقیقات بر نتایج تأثیر می‌گذارد. برخی از روش‌های فمینیستی مانند افزایش آگاهی، بر احساسات جمعی زنان تأثیر می‌گذارند؛ زمانی که چیزهایی مانند آمارهای سیاسی که بیشتر یک نتیجه ساختاری هستند، وقتی به‌واسطه دانش یا تجربه کشف می‌شوند، باید قابل اعتماد و معتبر باشد.
نانسی هارتساک، هیلاری رز و سندرا هاردینگ از حامیان برجسته روش‌شناسی فمینیستی هستند. این جامعه‌شناسان فمینیست زمانی که شروع به انتقاد از پوزیتیویسم به‌عنوان یک چارچوب فلسفی و ابزار روش‌شناختی آن، یعنی روش‌های کمی در تحقیقات علمی مجزا و عینیُ و عینیت بخشیدن به موضوعات پژوهشی کردند، سهم مهمی در این بحث داشته‌اند (گراهام ۱۹۸۳؛ راینهارز ۱۹۷۹).
اخیراً، محققان فمینیست استدلال کرده‌اند که روش‌های کمی تا زمانی که به نظریه فمینیستی توجه داشته باشند، با رویکرد فمینیستی سازگار است. این نقدهای روش‌شناختی در مقابل پس‌زمینه پژوهش‌های فمینیستی‌ای قرار گرفتند که در تلاش برای یافتن جایگاهی برای ارزش‌های جایگزین آکادمیک بودند. چنین نگرانی‌هایی ناشی از احساس ناامیدی و خشم بود که دانش را (چه دانشگاهی و چه عمومی) بر اساس زندگی مردان، طرز تفکر مردانه و معطوف به مشکلات بیان‌شده توسط مردان می‌دید. دوروتی اسمیت (۱۹۷۴) استدلال کرد که «جامعه‌شناسی … بر اساس و در جهان اجتماعی مردانه ساخته شده است».

## عینیت و ساخت دیگری
روش‌های فمینیستی به‌عنوان ردی بر روش‌های تحقیقاتی موجود که تحت مفروضات جوامع امپریالیستی، نژادپرستانه و مردسالارانه در مورد موضوع تحقیق عمل می‌کنند، قرار گرفته‌اند. محققان فمینیست با اشاره به دیدگاه‌ها و مفروضات مغرضانه محققان، تلاش می‌کنند تا راه‌هایی را که در آن ایده عینیت صرفاً به‌عنوان پایه‌ای برای دیدگاه مردانه و سفیدپوست عمل کرده و تقابل آن با روش‌های فمینیستی را روشن کنند. دانشی که در آن «محقق نه به‌عنوان یک صدای ناشناس از سوی اقتدار، بلکه به‌عنوان یک فرد واقعی و تاریخی با خواسته‌ها و علایق مشخص به‌نظر می‌رسد».
همچنین ذاتاً، رابطه محقق-سوژه، رابطه سوژه-ابژه است؛ زیرا محقق زمانی به سوژه خودمختار تبدیل می‌شود که انسان‌های دیگر را به‌عنوان ابژه مورد مطالعه قرار دهد، زیرا در این مورد «موضوع» به‌طور طعنه‌آمیزی از طریق فرایند تحقیق علمی عینیت می‌یابد و نمایندگی آن‌ها یا اراده جامعه خود را در نظر نمی‌گیرد. سوژه‌ها هم‌زمان توسط محققان غربی «دیگری» می‌شوند، که شیوه‌های زندگی خود را از طریق «گفتمان غربی دربارهٔ دیگری که توسط «مؤسسات، واژگان، دانش‌آموزان، تصاویر، آموزه‌ها، حتی بوروکراسی‌های استعماری و سبک‌های استعماری» پشتیبانی می‌شود.
بنابراین راینهارتز معتقد است که تخریب «دیگری» و بازسازی رابطه سنتی سوژه-ابژه باید به‌طور هم‌زمان از طریق تعامل صریح با سه بازیگر مختلف در تحقیقات فمینیستی رخ دهد: محقق، خواننده، و افراد مورد مطالعه. به این ترتیب، روش‌های فمینیستی تلاش می‌کنند تا از طریق تشخیص این‌که چگونه روش‌های سنتی دیگری را می‌سازند و در عینیت کاذب می‌پوشانند، تحقیقات را «ابهام زدایی» و «استعمار زدایی» کنند و متعاقباً ساختارشکنی این روایت‌ها را به منظور «گفت‌وگوی خلاقانه‌تر در مورد پژوهش با گروه‌ها و جوامع خاص مانند زنان، ستمدیدگان اقتصادی، اقلیت‌های قومی و مردم بومی انجام دهند.

## زیر سؤال بردن جنسیت بیولوژیکی به‌عنوان یک سازه علمی
آن فاوستو استرلینگ از طریق پرسشگری علم، جایگزین‌هایی برای مفهوم داشتن تنها دو جنس، مرد و زن، پیدا کرد. او استدلال می‌کند که از طریق رشد بیولوژیکی امکان داشتن پنج جنس به‌جای دو جنس وجود دارد. او معتقد است که نر، ماده، مِرم (شبه‌نرمادگی کاذب نر، یعنی زمانی که بافت بیضه وجود دارد)، فِرم (شبه‌نرمادگی کاذب ماده، یعنی زمانی که بافت تخمدان وجود دارد) و هِرم (شبه‌نرمادگی واقعی، یعنی زمانی که هم بافت بیضه و هم بافت تخمدان دیده می‌شود) وجود دارد.

## هیجانات
آلیسون جاگر دوگانگی بین عقل و احساس را به چالش می‌کشد و استدلال می‌کند که عقلانیت به احساس نیاز دارد. او بیان می‌کند که احساسات معمولاً با زنان و عقلانیت با مردان مرتبط است. او همچنین ادعا می‌کند که تئوری‌های زیادی در مورد منشأ احساسات وجود دارد و در درازمدت گوش دادن به احساسات ممکن است منجر به تصمیم‌گیری‌های بهتر شود.